# Mark van der Werf (schrijver)
Mark van der Werf (Hilversum, 10 april 1976) is een Nederlands journalist en schrijver, die vooral bekend werd van zijn Meester Mark-boeken.

## Biografie

### Jeugd en opleiding
Van der Werf zong van 1983 tot en met 1988 in het koor van Kinderen Voor Kinderen en had onder andere solo's in de nummers Ochtendhumeur, Treuzeltechniek en Ruim je kamer op. In 1994 behaalde hij zijn vwo-diploma aan het Alberdingk Thijm College in Hilversum. Hierna studeerde hij journalistiek aan de Hogeschool van Utrecht, waar hij in 1999 afstudeerde. Van 1999 tot 2005 werkte hij bij het dagblad Rijn en Gouwe. Van 2005 tot 2011 werkte hij voor het Algemeen Dagblad. In 2011 besloot hij zijn journalistieke carrière te beëindigen, om leraar te worden in het basisonderwijs. Hij gaf zich op, op de Thomas More Hogeschool in Rotterdam, waar hij een zijinstromerstraject volgde. Hij kwam te werken op de Augustinusschool in Rotterdam-West, terwijl hij daarnaast studeerde aan de PABO.

### Carrière
In zijn eerste jaar als leraar gaf hij les in groep 3 en deelde hij verantwoordelijkheid met een ervaren leerkracht. Hij voelde zich thuis in zijn rol als leerkracht, maar het jaar eindigde in mineur toen een ouder van de school werd vermoord tijdens een feestmiddag. In zijn tweede jaar werd hij geplaatst bij groep 7, waar hij, gezien de positieve ervaringen van het voorgaande jaar, zelfstandig aan de slag mocht. Hij kreeg echter te maken met een lastige leerlingengroep en verdronk in het vele werk dat bij het zelfstandig draaien van de groep kwam kijken. Over zijn bevindingen schreef hij een serie columns voor het AD. In maart 2013 besloot hij zijn opleiding, en daarmee zijn onderwijscarrière, te beëindigen.
In 2014 publiceerde hij zijn eerste boek Meester Mark draait door, dat vertelde over zijn bevindingen in het onderwijs. In het boek vertelde hij zijn persoonlijke verhaal, maar legde ook pijnpunten bloot als werkdruk, bureaucratie, de grote administratieve druk, ongewenst leerlinggedrag en de vele huishoudelijke taken, die leerkrachten kregen toebedeeld. Naar aanleiding van het boek werd Van der Werf veel gevraagd voor lezingen en interviews. Ook verantwoordelijk staatssecretaris van Onderwijs, Cultuur en Wetenschap Sander Dekker nodigde Van der Werf uit voor een gesprek over zijn bevindingen.
In 2015 verscheen Van der Werfs tweede boek Meester Mark vraagt door, waarin hij zijn onderwijsbevindingen aan een groep leerkrachten voorlegde en hen interviewde over hun frustraties. In 2016 verscheen het derde deel uit de Meester Mark reeks Meester Mark graaft door, waarvoor hij leerkrachten uit verschillende generaties anekdotes liet vertellen over hun jaren in het onderwijs.